# Троллей
Троллей (от англ. trolley — «тележка, вагонетка») — совокупность проводящего провода (шины) и поддерживающих конструкций, предназначенная для передачи электрической энергии подвижным механизмам, перемещающимся вдоль троллея, а также в некоторых случаях для поддержки этих механизмов или их частей.
Само слово «троллей» заимствовано из английского, где слово trolley имеет значение «тележка, вагонетка». Токосъёмник первого троллейбуса, в отличие от нынешних штанг, напоминал по форме тележку.
Троллеи часто применяются в цехах заводов, чтобы обеспечить питанием перемещающийся механизм.
- Буксировочная тележка опытового бассейна СПГУВК. Под потолком видна троллейная система, состоящая из 26 троллеев.
- Цеховая кран-балка с питанием от трёхфазного троллея.